# Saint-Gervais-les-Bains
Saint-Gervais-les-Bains település Franciaországban, Haute-Savoie megyében. Lakosainak száma 5678 fő (2022. január 1.). Saint-Gervais-les-Bains Courmayeur, Combloux, Les Contamines-Montjoie, Demi-Quartier, Domancy, Les Houches, Megève és Passy községekkel határos.

## Népesség
A település népessége az elmúlt években az alábbi módon változott:
| Lakosok száma | 5534 | 5690 | 5573 | 5590 | 5604 | 5606 | 5602 | 5678 |
|               | 2015 | 2016 | 2017 | 2018 | 2019 | 2020 | 2021 | 2022 |